# Wormaldia endonima
Wormaldia endonima är en nattsländeart som beskrevs av Ross och King in Ross 1956. Wormaldia endonima ingår i släktet Wormaldia och familjen stengömmenattsländor. Inga underarter finns listade i Catalogue of Life.